# 浜田光人
浜田 光人（はまだ みつと、1912年〈大正元年〉11月20日 - 1988年〈昭和63年〉1月31日）は、昭和期の労働運動家、政治家。衆議院議員。

## 経歴
広島県呉市出身。1941年（昭和16年）横須賀海軍砲術学校特修科を卒業し、海軍少尉で終戦を迎えた。
戦後、駐留軍要員（船長）となる。以後、全駐留軍労働組合中央執行委員、同広島県本部執行委員長、全国連軍離職者同盟理事長、呉地方労働組合協議会長などを務めた。
呉市議会議員（1期）、広島県議会議員（3期）に選出され、呉市失業対策特別委員長、広島県国連軍引揚対策特別委員長、同総務副委員長、同民生副委員長、同労働副委員長、瀬戸内海総合開発特別委員、中国地方開発審議会委員などを務めた。
1967年（昭和42年）1月の第31回衆議院議員総選挙で広島県第2区に日本社会党公認で出馬して当選し、衆議院議員に1期在任した。その間、社会党広島県本部県民生活局長、同地方議会対策部長、同呉総支部委員長などを務めた。その後、1969年（昭和44年）12月の第32回総選挙で落選。1972年（昭和47年）12月の第33回総選挙では社会党は広島2区の公認候補を元広島県議の森井忠良にしたため、浜田は無所属で立候補したが落選した。
その他、呉市漁業協同組合理事なども務めた。